# 杨海明
杨海明（1969年11月—），陕西勉县人，汉族，中华人民共和国政治人物、第十二届全国人民代表大会陕西地区代表。
毕业于陕西师范大学政治经济学专业。2013年，担任全国人大代表。